# Kroktjärnen (Svärdsjö socken, Dalarna)
Kroktjärnen är en sjö i Falu kommun i Dalarna och ingår i Gavleåns huvudavrinningsområde. Sjön har en area på 0,0938 kvadratkilometer och ligger 206,9 meter över havet.

## Delavrinningsområde
Kroktjärnen ingår i det delavrinningsområde (672974-151143) som SMHI kallar för Mynnar i Hinsen. Medelhöjden är 233 meter över havet och ytan är 8,66 kvadratkilometer. Det finns inga avrinningsområden uppströms utan avrinningsområdet är högsta punkten. Vattendraget som avvattnar avrinningsområdet har biflödesordning 3, vilket innebär att vattnet flödar genom totalt 3 vattendrag innan det når havet efter 100 kilometer. Avrinningsområdet består mestadels av skog (86 procent). Avrinningsområdet har 0,56 kvadratkilometer vattenytor vilket ger det en sjöprocent på 6,5 procent.